# Jouaville
Jouaville és un municipi francès situat al departament de Meurthe i Mosel·la i a la regió del Gran Est. L'any 2007 tenia 305 habitants.

## Demografia

### Població
El 2007 la població de fet de Jouaville era de 305 persones. Hi havia 113 famílies, de les quals 25 eren unipersonals (8 homes vivint sols i 17 dones vivint soles), 25 parelles sense fills, 42 parelles amb fills i 21 famílies monoparentals amb fills.
La població ha evolucionat segons el següent gràfic:
Habitants censats

### Habitatges
El 2007 hi havia 119 habitatges, 113 eren l'habitatge principal de la família, 1 era una segona residència i 5 estaven desocupats. 116 eren cases i 2 eren apartaments. Dels 113 habitatges principals, 98 estaven ocupats pels seus propietaris i 15 estaven llogats i ocupats pels llogaters; 2 tenien dues cambres, 7 en tenien tres, 28 en tenien quatre i 75 en tenien cinc o més. 93 habitatges disposaven pel capbaix d'una plaça de pàrquing. A 43 habitatges hi havia un automòbil i a 60 n'hi havia dos o més.

### Piràmide de població
La piràmide de població per edats i sexe el 2009 era:
| Homes | Edats   | Dones |
| ----- | ------- | ----- |
| 0     | 95 o +  | 0     |
| 0     | 90 a 94 | 4     |
| 4     | 85 a 89 | 4     |
| 4     | 80 a 84 | 0     |
| 4     | 75 a 79 | 8     |
| 0     | 70 a 74 | 12    |
| 12    | 65 a 69 | 0     |
| 4     | 60 a 64 | 0     |
| 4     | 55 a 59 | 4     |
| 4     | 50 a 54 | 8     |
| 4     | 45 a 49 | 4     |
| 16    | 40 a 44 | 16    |
| 20    | 35 a 39 | 16    |
| 4     | 30 a 34 | 12    |
| 0     | 25 a 29 | 12    |
| 0     | 20 a 24 | 8     |
| 8     | 15 a 19 | 4     |
| 4     | 10 a 14 | 8     |
| 12    | 5 a 9   | 8     |
| 8     | 0 a 4   | 0     |

## Economia
El 2007 la població en edat de treballar era de 202 persones, 155 eren actives i 47 eren inactives. De les 155 persones actives 138 estaven ocupades (85 homes i 53 dones) i 18 estaven aturades (5 homes i 13 dones). De les 47 persones inactives 14 estaven jubilades, 17 estaven estudiant i 16 estaven classificades com a «altres inactius».

### Ingressos
El 2009 a Jouaville hi havia 117 unitats fiscals que integraven 330 persones, la mediana anual d'ingressos fiscals per persona era de 18.698 €.

### Activitats econòmiques
Dels 6 establiments que hi havia el 2007, 3 eren d'empreses de construcció, 1 d'una empresa de comerç i reparació d'automòbils, 1 d'una empresa d'informació i comunicació i 1 d'una empresa immobiliària.
Dels 3 establiments de servei als particulars que hi havia el 2009, 1 era un guixaire pintor, 1 lampisteria i 1 electricista.
L'únic establiment comercial que hi havia el 2009 era una botiga de material esportiu.
L'any 2000 a Jouaville hi havia 9 explotacions agrícoles.

## Poblacions més properes
El següent diagrama mostra les poblacions més properes.